# A sötétség városa
A sötétség városa (Dying God) 2008-ban bemutatott francia-argentin horrorfilm. Rendezője Fabrice Lambot, a főszerepben Lance Henriksen, James Horan és Agathe de La Boulaye láthatók.
A film egy korrupt rendőr történetét meséli el, akinek szembe kell néznie a saját démonaival ahhoz, hogy megállíthassa a városában zajló szörnyű bűncselekményeket.
Amerikában és Magyarországon is DVD-n jelent meg 2008-ban.